# Chłusawa (sielsowiet Wysokaje)
Chłusawa (biał. Хлусава; ros. Хлусово, Chłusowo) – osiedle na Białorusi, w obwodzie witebskim, w rejonie orszańskim, w sielsowiecie Wysokaje, nad Arszycą.
Znajduje się tu stacja kolejowa Chłusawa, położona na linii Moskwa - Brześć.